# Journal of Palestine Studies
Journal of Palestine Studies (JPS), em português "Revista científica de Estudos Palestinos",  é uma revista acadêmica revisada por pares publicada trimestralmente desde 1971. É publicado por Taylor & Francis em nome do Instituto de Estudos da Palestina.

## História e perfil
Burhan Dajani, Walid Khalidi, Fuad Sarruf e Constantin Zureiq foram figuras fundamentais no início da revista, criada em 1971.  O editor-chefe fundador foi Hisham Sharabi.  Atualmente ela é publicado pela Taylor e Francis, tendo sido publicado anteriormente pela University of California Press. Os editores-chefes atuais são Rashid Khalidi (Universidade de Columbia) e Sherene Seikaly (UC Santa Bárbara). A revista cobre assuntos palestinos e o conflito árabe-israelense.

## Resumo e indexação
JPS é resumido e indexado no Scopus e no Social Sciences Citation Index. De acordo com o Journal Citation Reports, a revista tem um fator de impacto de 0,8 em 2022.